# Найзаможніші люди України 2008

## Версія журналу Wprost[1][2]
У жовтні 2008 року польський журнал Wprost опублікував свій список 100 найбагатших людей Центральної й Східної Європи, який став останнім та у наступних роках журнал складав лише топ 100 найзаможніших поляків. Цей традиційний список укладається журналом із 2002 року, Усього, за даними дослідження, в 2008 у рейтинг увійшли 23 громадян України. Найбагатшим серед українців, за оцінкою журналу, став почесний президент компанії System Capital Management (Донецьк), депутат Верховної Ради від фракції Партії регіонів Рінат Ахметов. За минулий рік, за оцінкою експертів видання, він збільшив свій статок до 23 млрд доларів з 18,7 млрд в 2007 році, що дозволило йому посісти друге місце в рейтингу найбагатших людей Центральної й Східної Європи після росіянина Сулеймана Керімова зі статками 24,5 млрд доларів. У першу десятку найбагатших східних європейців увійшов співвласник групи компаній, афілійованих із Приватбанком, Ігор Коломойський, що зайняв 7 місце рейтингу зі статком 11,3 млрд доларів (у торішньому рейтингу був на 14 місці зі статком 8,9 млрд) У другу десятку найбагатших увійшли 2 українці: засновник корпорації «Інтерпайп» (Дніпропетровськ) Віктор Пінчук (12 місце, 8,9 млрд, торік — 17 місце, 7,5 млрд) і голова ради директорів корпорації «Індустріальний союз Донбасу» (Донецьк) Сергій Тарута (16 місце, 6 млрд, був на 21 місці з 5,2 млрд). Далі — бізнесмен Дмитро Фірташ, який, як і в попередньому рейтингу, зберіг 27 місце, збільшивши активи до 3,8 млрд з 3,4 млрд доларів і голова групи «Фінанси та Кредит», депутат Ради від БЮТ Костянтин Жеваго, що зберіг 28 місце й збільшивши капітал з 3,1 млрд до 3,8 млрд доларів. На 41 з 48 місця піднявся президент корпорації «УкрАвто» і депутат від БЮТ Таріел Васадзе, що збільшив статок до 2,3 млрд з 1,7 млрд доларів торік.
- статок почесного голови ММК ім. Ілліча Володимира Бойка за рік скоротився до 2,1 млрд з 2,3 млрд доларів, а позиція в рейтингу знизилася до 44 з 36 торік. 50 місце (був на 47) зайняв співвласник «Запоріжсталі» і британської Midland Resources Holdings Едуард Шифрін, який збільшив активи з 1,7 млрд до 1,8 млрд доларів.
- 53 місце зайняв банкір Олександр Ярославський з 1,6 млрд доларів (був на 61 місці з 1,2 млрд). 56 — голова ради Національного банку України Петро Порошенко зі статками 1,45 млрд доларів (був на 86 місці, 750 млн) 57 — банкір і депутат від БЮТ Сергій Буряк (Брокбізнесбанк) з 1,4 млрд доларів (був на 59 з 1,2 млрд) 58 — екс-міністр економіки, а нині голова Державної митної служби Валерій Хорошковський з 1,4 млрд доларів (був на 66 місці з 1,1 млрд доларів). Активи на 1,3 млрд доларів мають голова правління компанії «Миронівський хлібопродукт» Юрій Косюк, акціонер концерну «Енерго» Віктор Нусенкіс, голова правління групи «ТАС» Сергій Тігіпко й співвласник Банку Форум та Кременчуцького сталеливарного заводу Леонід Ярушев, що зайняли відповідно, 64, 65, 66 і 67 місця. При цьому, більше всіх за рік збільшив капітал Косюк з 800 млн доларів, піднявшись у рейтингу з 84 місця. Статки Нусенкіса, Тігіпка і Ярушева, за оцінками журналу, торік становили відповідно 1,2 млрд, 1,1 млрд і 900 млрд доларів. Голова правління Промінвестбанку Володимир Матвієнко спустився з 41 місця на 82, скоротивши капітал до 1 млрд з 2 млрд доларів. Депутат Ради від ПР Василь Хмельницький зберіг капітал в обсязі 950 млн доларів, але опустився в рейтингу з 73 на 84 місце. Банкір Федір Шпиг збільшив статки до 900 з 850 млн, але його позиція в рейтингу знизилася з 78 до 88 місця. Депутат Верховної Ради, заступник голови ПР Андрій Клюєв зайняв 91 місце зі статками 860 млн доларів (був на 83 місці з 800 млн доларів). Мер Києва Леонід Черновецький вперше увійшов у список, його статки оцінюються в 950 млн доларів, і він зайняв 85 місце. Вперше в рейтинг увійшов також власник торговельної марки «Хортиця» Євген Черняк зі статком 720 млн доларів — 95 місце.

### Цікаві факти
- У рейтинг 2008 року не ввійшли член спостережної ради банку «Хрещатик» Андрій Іванов, який займав в 2007 році 88 місце з 700 млн доларів депутат від ПР Борис Колесніков (був 90 місці з 650 млн доларів) і директор Новокраматорського машинобудівного заводу Георгій Скудар (91 місце, 650 млн доларів).
- Відповідно до дослідження Wprost, серед 100 найбагатших людей Центрально-Східної Європи, крім українців, 35 — з Росії (на 7 менше), 15 — з Польщі (на 1 більше), 13 — з Румунії (на 5 більше), 4 із Сербії (+1), по 3 — із Чехії й Болгарії (+2), 2 — з Угорщини (+1) і вперше 1 з Хорватії.
- У 2007 році в рейтинг 100 найбагатших людей Центральної й Східної Європи польського журналу Wprost увійшло 24 українця, що на 9 більше, ніж в 2006 році. У 2005 році в той же рейтинг Wprost увійшло 7 українців, в 2004 році — 5 українців, 2003 року — 6, в 2002 — 3.

### Рейтинг Wprost
| №  | Ім'я                   | Сфера інтересів             | Основні активи, держпосада                    | $ млн у 2008 | $ млн у 2007 | Зміна у рейтингу |
| 2  | Ахметов Рінат          | металургія, диверсифіковано | ФПГ СКМ, Нардеп від ПР                        | 23 000       | 18 700       | ▲                |
| 7  | Коломойський Ігор      | фінанси, диверсифіковано    | ФПГ Приват                                    | 11 300       | 8 900        | ▲                |
| 12 | Пінчук Віктор          | металургія, диверсифіковано | ФПГ EastOne                                   | 8 900        | 7 500        | ▲                |
| 16 | Тарута Сергій          | металургія, диверсифіковано | ФПГ ІСД                                       | 7 300        | 5 200        | ▲                |
| 27 | Фірташ Дмитро          | хімпром, енергетика         | ФПГ Group DF                                  | 3 800        | 3 400        | без змін         |
| 28 | Жеваго Костянтин       | металургія, диверсифіковано | ФПГ Фінанси та Кредит                         | 3 800        | 3 100        | без змін         |
| 41 | Васадзе Таріел         | автопром                    | УкрАвто                                       | 2 300        | 1 700        | ▲                |
| 44 | Бойко Володимир        | металургія                  | ММК ім. Ілліча                                | 2 100        | 2 300        | ▼                |
| 50 | Шифрін Едуард          | металургія                  | Запоріжсталь                                  | 1 800        | 1 700        | ▼                |
| 53 | Ярославський Олександр | фінанси                     | DCH                                           | 1 600        | 1 200        | ▲                |
| 56 | Петро Порошенко        | харчпром, диверсифіковано   | Група «Укрпромінвест», Roshen                 | 1 450        | 750          | ▲                |
| 57 | Буряк Сергій           | фінанси                     | Брокбізнесбанк                                | 1 400        | 1 200        | ▲                |
| 58 | Хорошковський Валерій  | медіа                       | U.A. Inter Media Group                        | 1 400        | 1 100        | ▲                |
| 64 | Косюк Юрій             | харчпром                    | MHP Group                                     | 1 300        | 800          | ▲                |
| 65 | Нусенкіс Віктор        | вугільна промисловість      | Концерн «Енерго»                              | 1 300        | 1 200        | ▼                |
| 66 | Тігіпко Сергій         | фінанси, диверсифіковано    | Група ТАС                                     | 1 300        | 1 100        | ▲                |
| 67 | Ярушев Леонід          | фінанси, металургія         | Банк Форум, Кременчуцький сталеливарний завод | 1 300        | 900          | ▲                |
| 82 | Матвієнко Володимир    | фінанси                     | Промінвестбанк                                | 1 000        | 2 000        | ▼                |
| 84 | Хмельницький Василь    | диверсифіковано             | Депутат від ПР                                | 950          | 950          | ▼                |
| 85 | Черновецький Леонід    | фінанси                     | Правекс-Банк                                  | 950          |              | новий            |
| 88 | Шпиг Федір             | фінанси                     | екс-власник Банк Аваль                        | 900          | 850          | ▲                |
| 91 | Клюєв Андрій           | диверсифіковано             | Депутат від ПР                                | 860          | 800          | ▼                |
| 95 | Черняк Євген           | алкогольна промисловість    | Global Spirits                                | 720          |              | новий            |

## Версія ЖурналуForbes[7][8]
Американський діловий журнал «Форбс» в березні оприлюднив свій щорічний список мільярдерів. У списку супербагатіїв «Форбса» є сім громадян України. Рінат Ахметом посідає 127 місце у рейтингу зі статками у $ 7.3 млрд. Віктор Пінчук з 5 мільярдами посідав у рейтингу 203 місце. На 50 номерів нижче стояв Ігор Коломойський, у нього 4, 2 мільярда. Трохи далі – Геннадій Боголюбов – 4 мільярди, Костянтин Жеваго – 3,4 мільярда доларів. Сергій Тарута та Віталій Гайдук володіли по 2,7 мільярда доларів. Сукупний капітал вітчизняних олігархів 29 мільярдів 300 мільйонів доларів.

### Рейтинг Forbes
| №   | Ім'я               | Сфера інтересів             | $ млн у 2008 | $ млн у 2007 | Основні активи, держпосада протягом року |
| 127 | Рінат Ахметов      | металургія, диверсифіковано | 7 300        | 4 000        | ФПГ СКМ, Нардеп від ПР                   |
| 203 | Віктор Пінчук      | металургія, диверсифіковано | 5 000        | 2 800        | ФПГ EastOne                              |
| 253 | Ігор Коломойський  | фінанси, диверсифіковано    | 4 200        | 1 200        | ФПГ Приват                               |
| 260 | Геннадій Боголюбов | фінанси, диверсифіковано    | 4 000        | 1 200        | ФПГ Приват                               |
| 327 | Костянтин Жеваго   | фінанси, диверсифіковано    | 3 400        | 1 000        | ФПГ Фінанси та Кредит                    |
| 428 | Віталій Гайдук     | металургія, диверсифіковано | 2 700        | 2 000        | ФПГ ІСД                                  |
| 428 | Сергій Тарута      | металургія, диверсифіковано | 2 700        | 2 000        | ФПГ ІСД                                  |

## Версія журналуФокус[9]

### Цікаві факти
- Це вже другий рейтинг журналу Фокус. Перший з'явився 2007 року, мав лише 100 найзаможніших українців та до нього тоді включали також іноземців, які володіли значним бізнесом в Україні.[10]
- В порівнянні з попереднім списком за 2007 рік кількість мільйонерів, офіційний статок яких перевищує 100 мільйонів американських доларів, зросла до 130 чоловік. Ця цифра є лише приблизною, оскільки більшість з них є не публічними людьми, а інформація з їхніх підприємств закритою.
- Цікаво те, що в списку присутні лише 3 жінки (2.3 % від всього списку).

### Методика оцінювання
Оцінювалися тільки видимі активи компаній на підставі офіційних даних, публічної інформації, консультацій з експертами і даних, наданих самими власниками оцінювалися вартість компаній, якими володіє учасник рейтингу, нерухомість, а також доходи / витрати фігурантів рейтингу від реалізації / на покупку активів за звітний період (березень 2007 р. – лютий 2008 р. включно) нерухомість оцінювалася виходячи із середньої ціни за квадратний метр в містах України; при цьому враховувалося її призначення і розташування; якщо у власності учасника рейтингу знаходяться житлові комплекси, оцінювалися тільки реалізовані і здані в експлуатацію об'єкти якщо власність розподілена між членами сім'ї, оцінювалася загальна вартість активів якщо учасники рейтингу належать до однієї групи з розмитою структурою власності, оцінка проводилася виходячи з аналізу прямої участі в ключовому активі групи всі публічні компанії оцінювалися за їх ринковою капіталізацією; оцінка непублічних компаній проводилася порівняльним методом, з використанням компаній-аналогів, акції яких торгуються на фондових біржах Східної Європи та Азії, з урахуванням обсягу продажів, прибутку, власного капіталу для публічних компаній як оцінка бралася їхня капіталізація станом на 15 березня 2008 оцінка зарубіжних активів проводилася тільки при наявності достатньої та достовірної інформації; оцінка будівельних компаній проводилася виходячи з вартості реалізованих об'єктів, що знаходяться в їх власності; банки оцінювалися на підставі власного капіталу з урахуванням якості фінансової установи враховувалися завершені угоди злиття та поглинання; якщо сума угоди не оголошувалася, її оцінка проводилася експертним шляхом. Не оцінювалися активи, що знаходяться в пасивному управлінні, на які право власності чітко не простежується активи компаній, які фактично є торговими будинками в групі і виконують, по суті, посередницьку функцію особисте майно спірну власність або майно, права на яке не можна визначити однозначно.

### Рейтинг 130 найзаможніших Українців
| №       | Ім'я                                | Вік      | Сфера діяльності                                                 | $ млн у 2008 | $ млн у 2007 |
| 1       | Ахметов Ринат Леонідович            | 41       | металургія, вугілля, енергетика, телекомунікації та ін.          | 14 620       | 12 000       |
| 2       | Пінчук Віктор Михайлович            | 47       | металургія, медіа                                                | 10 500       | 4 400        |
| 3       | Коломойський Ігор Валерійович       | 45       | фінанси, нафта, газ, феросплави                                  | 4 760        | 3 300        |
| 4       | Боголюбов Геннадій Борисович        | 46       | фінанси, нафта, газ, феросплави                                  | 4 500        | 3 200        |
| 5       | Жеваго Костянтин Валентинович       | 34       | фінанси, залізна руда, машинобудування                           | 3 830        | 1 700        |
| 6       | Бойко Володимир Семенович           | 69       | металургія, сільське господарство, легка промисловість           | 3 150        | 1 300        |
| 7       | Гайдук Віталій Анатолійович         | 50       | металургія, суднобудування                                       | 2 770        | 2 300        |
| 8       | Тарута Сергій Олексійович           | 52       | металургія, суднобудування                                       | 2 650        | 2 300        |
| 9       | Новінський Вадим Владиславович      | 44       | металургія , суднобудування                                      | 2 550        | 650          |
| 10      | Григоришин Костянтин Іванович       | 42       | енергетика, машинобудування , суднобудування                     | 1 730        | 908          |
| 11      | Фірташ Дмитро Васильович            | 42       | нафта, газ, хімія, нерухомість, телекомунікації та ін.           | 1 710        | 1 400        |
| 12      | Байсаров Леонід Володимирович       | 60       | вугільна промисловість                                           | 1 540        | 523          |
| 13      | Порошенко Петро Олексійович         | 42       | харчова промисловість, суднобудування , машинобудування          | 1 450        | 756          |
| 14      | Мартинов Олексій Георгійович        | 41       | металургія                                                       | 1 285        | 700          |
| 15      | Юрушев Леонід Леонідович            | 61       | фінанси , металургія , нерухомість                               | 1 270        | 940          |
| 16      | Шнайдер Алекс                       | 39       | металургія , торгівля , спорт                                    | 1 190        | 950          |
| 17      | Хорошковський Валерій Іванович      | 39       | медіа                                                            | 1 160        | 690          |
| 18      | Шифрін Едуард                       | 47       | металургія , торгівля , спорт                                    | 1 050        | 850          |
| 19-20   | Олександр та Сергій Буряки          | 41 та 37 | фінанси , політика                                               | 1 040        | 550          |
| 21      | Матвієнко Володимир Павлович        | 70       | фінанси                                                          | 1 015        | 995          |
| 22      | Черновецький Леонід Михайлович      | 56       | фінанси                                                          | 990          | 275          |
| 23      | Косюк Юрій Анатолійович             | 39       | харчова промисловість                                            | 980          | 930          |
| 24      | Шпиг Федір Іванович                 | 52       | харчова промисловість                                            | 930          | 687          |
| 25      | Хмельницький Василь Іванович        | 41       | фінанси , нерухомість , енергетика                               | 920          | 630          |
| 26      | Григорій та Ігор Суркіс             | 58 і 49  | фінанси , енергетика , спорт                                     | 915          | 730          |
| 27      | Ярославський Олександр Владиленович | 48       | фінанси , будівництво                                            | 905          | 725          |
| 28      | Тігіпко Сергій Леонідович           | 48       | фінанси , металургія                                             | 900          | 780          |
| 29      | Іванов Андрій Анатолійович          | 42       | фінанси , нерухомість , енергетика                               | 840          | 580          |
| 30      | Васадзе Таріел Шакрович             | 60       | автомобільна промисловість                                       | 780          | 720          |
| 31      | Толмачов Микола Григорович          | 46       | нерухомість , сільське господарство , наукові розробки           | 735          | 525          |
| 32      | Слободян Олександр В'ячеславович    | 52       | харчова промисловість                                            | 730          | 560          |
| 33      | Антонов Віталій Борисович           | 45       | фінанси , харчова промисловість , нафта                          | 720          | 345          |
| 34      | Лунін Роман Володимирович           | 43       | роздрібна торгівля                                               | 690          | 575          |
| 35      | Єремеєв Ігор Миронович              | 39       | харчова промисловість , нафта                                    | 670          | 460          |
| 36      | Лагур Сергій Миколайович            | 45       | фінанси , спорт                                                  | 660          | 465          |
| 37      | Нусенкіс Віктор Леонідович          | 53       | вугільна промисловість , сільське господарство , машинобудування | 655          | 523          |
| 38      | Костерін Володимир Олександрович    | 39       | медіа , банківський бізнес                                       | 652          | 105          |
| 39      | Охлопков Андрій Дмитрович           | 41       | виробництво алкоголю                                             | 650          | 540          |
| 40      | Мкртчян Олег                        | 37       | металургія , спорт                                               | 640          | 510          |
| 41      | Андрій та Сергій Клюєви             | 43 і 38  | фінанси , енергетика , металобрухт та ін.                        | 635          | 470          |
| 42      | Баленко Ігор Миколайович            | 49       | роздрібна торгівля                                               | 632          | 507          |
| 43      | Скудар Георгій Маркович             | 65       | металургія , машинобудування , політика                          | 630          | 504          |
| 44      | Веревський Андрій Михайлович        | 33       | сільське господарство                                            | 615          | 285          |
| 45      | Гіленко Ігор Володимирович          | 42       | фінанси                                                          | 605          | 430          |
| 46      | Димінський Петро Петрович           | 53       | фінанси , футбол , медіа                                         | 580          | 400          |
| 47      | Васильєв Геннадій Андрійович        | 54       | металургія , вугільна промисловість                              | 575          | 523          |
| 48      | Максимов Сергій Володимирович       | 48       | фінанси                                                          | 545          | 340          |
| 49      | Грибов Яків Семенович               | 43       | виробництво алкоголю                                             | 540          | 280          |
| 50      | Горбаль Василь Михайлович           | 36       | фінанси                                                          | 530          | 291          |
| 51      | Черняк Євген Олександрович          | 38       | виробництво алкоголю                                             | 522          | 223          |
| 52      | Прутнік Едуард Анатолійович         | 35       | фінанси , страхування , метал                                    | 520          | не включений |
| 53      | Парцхаладзе Лев Ревазович           | 36       | будівництво                                                      | 510          | 341          |
| 54      | Галієв Ернест Едуардович            | 35       | фінанси , нерухомість , сільське господарство                    | 495          | 395          |
| 55      | Янковський Микола Андрійович        | 63       | хімічна промисловість                                            | 480          | 335          |
| 56      | Колесніков Борис Вікторович         | 45       | харчова промисловість , торгівля , спорт                         | 470          | 220          |
| 57      | Медведчук Віктор Володимирович      | 53       | юриспруденція                                                    | 460          | 367          |
| 58      | Деркач Олександр Віталійович        | 48       | харчова промисловість                                            | 455          | 380          |
| 59      | Беззубий Ігор                       | 45       | харчова промисловість                                            | 441          | 225          |
| 60      | Дворецький Ігор Володимирович       | 45       | фінанси , металургія , фармацевтика                              | 440          | 320          |
| 61      | Костельман Володимир Михайлович     | 35       | роздрібна торгівля                                               | 432          | 305          |
| 62      | Клімов Леонід Михайлович            | 54       | фінанси , спорт                                                  | 431          | 289          |
| 63      | Сігал Євген Якович                  | 52       | харчова промисловість                                            | 430          | 332          |
| 64      | Лагун Микола Іванович               | 35       | фінанси                                                          | 410          | не включений |
| 65      | Ландик Валентин Іванович            | 61       | машинобудування                                                  | 392          | 314          |
| 66      | Савчук Олександр Володимирович      | 53       | машинобудування , політика , інвестиції                          | 389          | не включений |
| 67      | Аваков Арсен Борисович              | 44       | фінанси , медіа , енергетика                                     | 385          | 300          |
| 68      | Ровт Алекс                          | 55       | хімічна промисловість , торгівля                                 | 380          | не включений |
| 69      | Роднянський Олександр Юхимович      | 46       | медіа , кіно                                                     | 375          | 260          |
| 70      | Богуслаєв В'ячеслав Олександрович   | 69       | авіабудування                                                    | 372          | 106          |
| 71      | Сергій та Василь Бубка              | 44 і 47  | фінанси , спорт                                                  | 370          | 315          |
| 72      | П'ятов Вадим                        | 50       | фінанси , харчова промисловість                                  | 355          | не включений |
| 73      | Андрій та Володимир Колодюки        | 36 і 32  | інформаційні технології , торгівля                               | 350          | 325          |
| 74      | Беккер Марк Ісакович                | ?        | фінанси                                                          | 310          | 230          |
| 75      | Лойфенфельд Олександр Якович        | 50       | фінанси, нерухомість                                             | 300          | 195          |
| 76      | Вагоровський Володимир Антонович    | ?        | торгівля                                                         | 292          | 129          |
| 77      | Мартинов Олександр Леонідович       | ?        | харчова промисловість , товари масового вжитку , торгівля        | 290          | 214          |
| 78      | Слабенко Сергій Іванович            | 43       | нафта , фінанси , харчова промисловість                          | 286          | не включений |
| 79      | Юркевич Анатолій Іванович           | 39       | харчова промисловість , торгівля , медіа                         | 285          | 145          |
| 80      | Фельдман Олександр Борисович        | 48       | нерухомість , торгівля                                           | 280          | 224          |
| 81      | Жванія Давид Важайович              | 40       | будівництво , нафта , машинобудування                            | 270          | 215          |
| 82      | Цехмістренко Віталій Григорович     | 42       | сільське господарство , торгівля                                 | 265          | 207          |
| 83      | Авраменко Володимир Федорович       | 48       | харчова промисловість , платіжні термінали                       | 259          | 190          |
| 84      | Корбан Геннадій Олегович            | 37       | фінанси , медіа , нафта                                          | 257          | не включений |
| 85      | Рабинович Вадим Зіновійович         | 54       | туризм , медіа , ринок цінних паперів                            | 255          | не включений |
| 86      | Олександр та Юрій Родіни            | ? і ?    | фінанси , лізинг                                                 | 253          | не включений |
| 87      | Алієв Вагіф                         | 41       | будівництво                                                      | 252          | 140          |
| 88      | Жебровська Філя Іванівна            | 57       | фармацевтика                                                     | 251          | 155          |
| 89-91   | Корогодський Гаррі                  | 47       | нерухомість                                                      | 250          | не включений |
| 89-91   | Меламуд Олександр Леонідович        | 46       | нерухомість                                                      | 250          | 150          |
| 89-91   | Шпільман Михайло                    | 44       | нерухомість                                                      | 250          | не включений |
| 92      | Боярин Олег Петрович                | 36       | туризм , автомобільна промисловість                              | 245          | 180          |
| 93      | Королевська Наталія Юріївна         | 32       | харчова промисловість                                            | 243          | не включений |
| 94      | Горбуненко Денис Володимирович      | 34       | фінанси                                                          | 232          | 182          |
| 95      | Поляченко Володимир Аврумович       | 69       | будівництво                                                      | 230          | не включений |
| 96      | Єрмолаєв Вадим Володимирович        | 41       | виробництво алкоголю , сільське господарство , нерухомість       | 227          | 165          |
| 97      | Школьнік Володимир                  | 50       | нерухомість , сільське господарство                              | 225          | 168          |
| 98      | Фуксман Борис                       | 61       | медіа                                                            | 224          | 110          |
| 99      | Безпалько Людмила Василівна         | 61       | фармацевтика                                                     | 216          | не включений |
| 100     | Головченко Олександр Григорович     | 47       | торгівля , телекомунікації                                       | 207          | не включений |
| 101     | Продивус Володимир Степанович       | 45       | будівництво , харчова промисловість                              | 205          | не включений |
| 102     | Трофименко Володимир Всеволодович   | 42       | нерухомість                                                      | 204          | 157          |
| 103     | Фурсін Іван Геннадійович            | 36       | фінанси , енергетика , кіно індустрія                            | 203          | не включений |
| 104-105 | Святаш Дмитро Володимирович         | 38       | автомобільна промисловість                                       | 200          | не включений |
| 104-105 | Поляков Василь Леонідович           | 35       | автомобільна промисловість                                       | 200          | не включений |
| 106     | Гриб Вадим Валентинович             | 46       | будівництво                                                      | 196          | 160          |
| 107     | Гуменюк Ігор Миколайович            | 46       | вугільна промисловість                                           | 195          | 131          |
| 108     | Цюпко Сергій                        | 44       | фінанси нерухомість , будівництво , ювелірна промисловість       | 189          | не включений |
| 109-110 | Щеголевський Михайло Миронович      | ?        | біопаливо , будівництво                                          | 187          | не включений |
| 109-110 | Дементієнко Олександр Вікторович    | ?        | біопаливо , будівництво                                          | 187          | не включений |
| 111     | Ігор та Олег Чуркіни                | 41 і 28  | металургія , суднобудування , виробництво автомобілів            | 185          | не включений |
| 112     | Кауфман Борис Рафаїлович            | 34       | виробництво алкоголю                                             | 180          | 122          |
| 113     | Зінов'єв Олексій Михайлович         | 49       | машинобудування                                                  | 177          | не включений |
| 114     | Ісак Валентин Михайлович            | 57       | фінанси , нерухомість                                            | 175          | не включений |
| 115-116 | Сотников Олег Віталійович           | ?        | роздрібна торгівля                                               | 170          | не включений |
| 115-116 | Чигірь Роман                        | ?        | роздрібна торгівля                                               | 170          | не включений |
| 117     | Гіршфельд Анатолій Мусійович        | 50       | машинобудування , легка промисловість                            | 165          | 123          |
| 118     | Гончаров Дмитро Володимирович       | 40       | фінанси                                                          | 163          | не включений |
| 119     | Деркач Андрій Леонідович            | 40       | енергетика , медіа                                               | 162          | не включений |
| 120     | Данило та Михайло Корилкевичі       | 57 і 35  | сільське господарство                                            | 160          | 123          |
| 121     | Кардаков Олександр Юрійович         | 43       | телекомунікації                                                  | 157          | не включений |
| 122     | Лещинський Юрій                     | ?        | харчова промисловість , сільське господарство                    | 156          | не включений |
| 123     | Шульман Вадим Маратович             | 47       | телекомунікації                                                  | 155          | не включений |
| 124     | Іоселіані Олександр Олександрович   | 42       | нафта , фінанси                                                  | 153          | 113          |
| 125-126 | Іванчик Віктор Петрович             | 51       | цукрова промисловість                                            | 150          | не включений |
| 125-126 | Коротков Валерій Михайлович         | 44       | цукрова промисловість                                            | 150          | не включений |
| 127     | Шамотій Валерій Миколайович         | 42       | алкогольне виробництво                                           | 147          | не включений |
| 128     | Видренко Віктор Миколайович         | 52       | будівництво                                                      | 145          | не включений |
| 129     | Вадатурський Олексій Опанасович     | 60       | сільське господарство                                            | 131          | не включений |
| 130     | Паливода Костянтин Віталійович      | 51       | фінанси                                                          | 130          | не включений |

## Версія ЖурналуКорреспондент[16][17]

### Цікаві факти
- Це вже третій список Кореспондента, який було опубліковано 14 червня 2008 року.[17] Обрахунок найзаможніших українців ведеться журналом Кореспондент з 2006 року; тоді він складався з 30 дійових осіб, а вже у 2007-му з 50ти.
- Попри те, що 2008 був обтяжений міжнародною фінансовою кризою та обвалами на міжнародних фондових ринках, більшість власників вітчизняних корпорацій практично не постраждали та у порівнянні з 2007 роком та майже подвоїли свої статки.
- Сукупний капітал всіх 50 учасників $ 112,7 млрд, що перевищує два держбюджета України за 2008 рік.
- Рінат Ахметов вперше став найбагатшим європейцем, довівши вартість своїх активів до рекордних $ 31,1 млрд. Він залишив позаду шведського бізнесмена, власника торгової мережі IKEA Інґвара Кампрада, який за рік втратив $ 2 млрд активів.
- До списку потрапили шість новачків. Одна людина повернулася після відсутності у 2007, а сім чоловік навпаки випали зі списку.
- Стрімкіше за інших дорожчали активи вугільних магнатів. Це дозволило трійці з концерну Енергія — Віктору Нусенкісу, Леоніду Байсарову та Геннадію Васильєву — всього за рік перетворитися з мільйонерів в мільярдерів. Забудовники Микола Толмачьов та Лев Парцхаладзе подвоїли свої статки, а власник торгової мережі Велика Кишеня Роман Лунін свої статки практично потроїв. Активи виробників лікеро-горільчаної продукції подешевшали, молочної продукції, навпаки, подорожчали, через що статки Ігоря Єремєєва та Степана Івахіва вже майже $ 1 млрд.
- Найбагатшою на мільярдерів була дніпропетровська фінансово-промишленая група Приват, яка делегувала в список трьох своїх співвласників: Ігоря Коломойського, Геннадія Боголюбова та Олексія Мартинова із загальними статками у $ 17,7 млрд.
- Більшість людей в рейтингу займаються бізнесом у металургії, енергетиці, будпромі, харчпромі та банківському секторі.
- Що стосується політиків, то у цьому році у списку сім представників ПР (сукупно $ 35,42 млрд) та п'ять від БЮТ/Батьківщини.

### Методика оцінювання
Щорічний рейтинг Корреспондента лягає в основу інших оцінок статків найбагатших українців. Розрахунки для журналу проводять фінансові фахівці інвестиційної компанії Dragon Capital згідно із затвердженою в ній системою оцінки активів на основі ринкової капіталізації підприємств та методу порівняльних оцінок. Корреспондент також зв'язується з кожним потенційним кандидатом на потрапляння до рейтингу для уточнення списку його активів.

### Рейтинг 50 найзаможніших Українців
| #  | Ім'я                       | $ млн у 2008 | $ млн у 2007 | Сфера діяльності | Основні активи, держпосада |
| 1  | Рінат Ахметов              | 31 100       |              |                  |                            |
| 2  | Віктор Пінчук              | 8 790        |              |                  |                            |
| 3  | Ігор Коломойський          | 6 550        |              |                  |                            |
| 4  | Геннадій Боголюбов         | 6 200        |              |                  |                            |
| 5  | Костянтин Жеваго           | 5 200        |              |                  |                            |
| 6  | Олексій Мартинов           | 4 940        |              |                  |                            |
| 7  | Віктор Нусенкіс            | 3 300        |              |                  |                            |
| 8  | Володимир Бойко            | 3 200        |              |                  |                            |
| 9  | Дмитро Фірташ              | 2 900        |              |                  |                            |
| 10 | Олександр Ярославський     | 2 600        |              |                  |                            |
| 11 | Сергій Тарута              | 2 370        |              |                  |                            |
| 12 | Віталій Гайдук             | 2 400        |              |                  |                            |
| 13 | Олег Мкртчан               | 2 370        |              |                  |                            |
| 14 | Таріел Васадзе             | 2 050        |              |                  |                            |
| 15 | Леонід Байсаров            | 1 660        |              |                  |                            |
| 16 | Геннадій Васильєв          | 1 670        |              |                  |                            |
| 17 | Сергій Тігіпко             | 1 640        |              |                  |                            |
| 18 | Валерій Хорошковський      | 1 550        |              |                  |                            |
| 19 | Юрій Косюк                 | 1 500        |              |                  |                            |
| 20 | Володимир Матвієнко        | 1 430        |              |                  |                            |
| 21 | Василь Хмельницький        | 1 400        |              |                  |                            |
| 22 | Петро Порошенко            | 1 100        |              |                  |                            |
| 23 | Роман Лунін                | 1 100        |              |                  |                            |
| 24 | Володимир Костельман       | 970          |              |                  |                            |
| 25 | Сергій та Олександр Буряки | 887          |              |                  |                            |
| 26 | Едуард Шифрін              | 837          |              |                  |                            |
| 27 | Євген Черняк               | 696          |              |                  |                            |
| 28 | Леонід Черновецький        | 750          |              |                  |                            |
| 29 | Ернест Галієв              | 733          |              |                  |                            |
| 30 | Георгій Скудар             | 257          |              |                  |                            |
| 31 | Андрій Веревський          | 715          |              |                  |                            |
| 32 | Олександр Савчук           | 708          |              |                  |                            |
| 33 | Андрій Іванов              | 700          |              |                  |                            |
| 34 | Сергій Лагур               | 638          |              |                  |                            |
| 35 | Віталій Антонов            | 602          |              |                  |                            |
| 36 | Ігор Гіленко               | 595          |              |                  |                            |
| 37 | Лев Парцхаладзе            | 580          |              |                  |                            |
| 38 | Микола Толмачов            | 570          |              |                  |                            |
| 39 | Микола Лагун               | 524          |              |                  |                            |
| 39 | Сергій Максимов            | 343          |              |                  |                            |
| 40 | Ігор Єремєєв               | 454          |              |                  |                            |
| 41 | Степан Івахів              | 454          |              |                  |                            |
| 42 | Микола Янковський          | 479          |              |                  |                            |
| 43 | Ігор Баленко               | 443          |              |                  |                            |
| 44 | Олександр Кардаков         | 314          |              |                  |                            |
| 45 | Андрій Охлопков            | 364          |              |                  |                            |
| 46 | Едуард Прутнік             | 360          |              |                  |                            |
| 47 | Вадим П'ятов               | 345          |              |                  |                            |
| 47 | Андрій Веревський          | 250          |              |                  |                            |
| 48 | Василь Горбаль             | 343          |              |                  |                            |
| 49 | Ігор Суркіс                | 309          |              |                  |                            |
| 50 | Борис Колєсніков           | 271          |              |                  |                            |